# Aquiles Serdán (Ejido)
Aquiles Serdán es un ejido del municipio de Paraíso ubicado en la subregión de la Chontalpa del estado mexicano de Tabasco.

## Geografía
La localidad se ubica a 21.5 kilómetros (en dirección este) de la localidad de Paraíso, la cabecera y lugar más poblado del municipio. Se sitúa en las coordenadas geográficas 18°24′45″N 93°00′36″O / 18.412500, -93.010000, a una elevación de 0 metros sobre el nivel del mar.

## Demografía
Según el Conteo de Población y Vivienda 2020, efectuado por el Instituto Nacional de Estadística y Geografía, la localidad de Aquiles Serdán tiene 1,120 habitantes, de los cuales 520 son del sexo masculino y 600 del sexo femenino. Su tasa de fecundidad es de 2.14 hijos por mujer y tiene 320 viviendas particulares habitadas.
| Gráfica de evolución demográfica de Aquiles Serdán entre 1960 y 2020 |
|                                                                      |
| INEGI.                                                               |